# شیگئو ایتو
شیگئو ایتو (انگلیسی: Shigeo Itoh؛ زادهٔ ) یک بازیکن تنیس روی میز اهل ژاپن است. 
وی در مسابقات کشوری و بین‌المللی در مجموع برنده ۸ مدال طلا، ۴ مدال نقره، ۶ مدال برنز شده‌است.